# تیمو پیلمایر
تیمو پیلمایر (انگلیسی: Timo Pielmeier؛ زادهٔ ۷ ژوئیهٔ ۱۹۸۹) بازیکن هاکی روی یخ اهل آلمان است.
از باشگاه‌هایی که در آن بازی کرده‌است می‌توان به آناهایم داکس اشاره کرد.